# Věra Olivová
Věra Olivová (* 13. November 1926 in Prag; † 7. März 2015 ebenda) war eine tschechische Professorin für Geschichte, Kunstgeschichte und Sportgeschichte.

## Leben
Olivová studierte nach Kriegsende ab dem Wintersemester 1945/46 Geschichte, Kunstgeschichte und Geographie an der Philosophischen Fakultät der Karls-Universität Prag. Noch während ihres Studiums arbeitete sie von 1950 bis 1951 als Hilfskraft im politischen Archiv des Büros des Präsidenten der Republik. Dort hatte sie die Möglichkeit, sich mit den Dokumenten aus dem persönlichen Archiv des zweiten tschechoslowakischen Präsidenten Edvard Beneš zu beschäftigen, ein Thema, das sie ihr Leben lang faszinierte. Nach dem Staatsexamen 1949 wurde sie 1951 am Lehrstuhl für Geschichte an der Hochschule für Politische und Wirtschaftswissenschaften zu Beneš promoviert. Nach der Auflösung der Universität im Jahre 1953 wechselte sie an den Lehrstuhl für tschechoslowakische Geschichte der Philosophischen Fakultät der Karls-Universität. Dort habilitierte sie sich 1962, und 1964 wurde sie zur Dozentin für neueste tschechoslowakische Geschichte ernannt. An diesem Lehrstuhl war sie bis Herbst 1970 tätig. Im Zuge der politischen Säuberungen nach der gewaltsamen Niederschlagung des Prager Frühlings wurde sie auf eine halbe Stelle am Lehrstuhl für Ethnologie degradiert. 1989 erhielt sie ihre Professur am Institut für tschechoslowakische Geschichte zurück, ehe sie 1991 emeritiert wurde. Im gleichen Jahr wurde sie zur Präsidentin der Edvard-Beneš-Gesellschaft gewählt. Sie war seit 1949 mit dem Altphilologen Petr Oliva verheiratet.

## Wissenschaftliche Bedeutung
Neben ihren Werken zu Beneš hat sie eine Trilogie zur Sportgeschichte geschrieben, die in mehrere Sprachen übersetzt wurde, nämlich Menschen und Spiele, Sport und Spiele im Altertum: eine Kulturgeschichte und Die ewige Faszination des Sports. Auch unter den Bedingungen der marxistischen Wissenschaften führte sie die Anfänge des Sports nicht als arbeitsaffine Tätigkeit der Industrialisierung auf die Theorien von Allen Guttmann zurück, sondern zeigte, dass auch bereits in der Urgeschichte und in der Antike die Bedingungen durch das Wesen des Menschen und die Kultur des Agon für einen modernen Sport erfüllt waren. Der World Catalogue hat 146 Werke von ihr. Sie war Fellow des European Committee for Sports History.
Am 28. Oktober 2014 wurde sie mit der Verdienstmedaille „Za zásluhy“ ausgezeichnet.

## Werke (Auswahl)
- Československo-sovětské vztahy v letech 1918–1922 (Tschechoslowakisch-sowjetische Beziehungen 1918–1922), Praha, Naše Vojsko, 1957.
- Politika československé buržoazie v letech 1921–1923 (Die Politik des tschechoslowakischen Bürgertums 1921–1923),  Praha, Československá akademie věd, 1961.
- Lidé a hry. Historická geneze sportu (Menschen und Spiele), Praha : Olympia, 1979.
- Sport a hry ve starověkém světě (Sport und Spiele im Altertum: eine Kulturgeschichte), Praha, Artia, 1988.
- Závěť Edvarda Beneše a osudy jeho archivu (Vermächtnis von Eduard Beneš und das Schicksal seines Archivs),  Praha, Společnost Edvarda Beneše, 2008.
- Československo a Německo 1918–1929 (Tschechoslowakei und Deutschland 1918–1929), Praha, Společnost Edvarda Beneše, 2010.